# Confucius Plaza
Confucius Plaza Apartments es una cooperativa de vivienda de capital limitado en Chinatown, Manhattan, Nueva York. La torre de 44 pisos de ladrillo marrón tiene 132 metros de altura y 762 departamentos. Fue construida en 1975 a un costo de $38.387 millones de dólares. El edificio fue el primer gran proyecto de vivienda con fondos públicos construido casi exclusivamente para Sinoestadounidense|s.
El complejo incluye 762 departamentos, la Escuela Pública Yung Wing, P.S. 124 (K-5), tiendas, espacios comunales y una guardería. Se ubica al norte de Chatham Square en la intersección del Bowery, Doyers Street, y Division Street.
Uno de los monumentos más visitados en Chinatown es la estatua de 4.5 metros de Confucio, el filósofo chino, ubicado al frente del complejo. Esculpida por Liu Shih, la estatua fue presentada por la Chinese Consolidated Benevolent Association como una muestra de aprecio y para celebrar el bicentenario de los Estados Unidos. En su base, un proverbio de Confucio está inscrito al lado de una bandera estadounidense alabando a un gobierno justo con líderes destacados en sabiduría y habilidad..
Una sección del túnel de la línea de la Segunda Avenida fue construida en los años 1970 junto con la plaza y actualmente ha recibido algo de grafiti.